# Archspire
Archspire é uma banda canadense de death metal técnico de Vancouver . Eles lançaram quatro álbuns de estúdio e atualmente têm contrato com a gravadora Season of Mist .

## História
A banda foi fundada em 2007 com o "Defenestrated", mas mudou seu nome para Archspire em meados de 2009. Os membros eram o vocalista Oli Peters (Oliver Aleron), os guitarristas Tobi Morelli e Dean Lamb, o baixista Jaron Evil (Jaron Good) e o baterista Spencer Prewett. O vocalista Shawn Haché esteve com a banda por um breve período, mas saiu para se juntar a banda Mitochondrion .
A banda assinou contrato com a Trendkill Recordings e, em abril de 2011, lançou seu primeiro álbum, All Shall Align . Foi gravado entre maio e dezembro de 2010 no The Hive Studio em Calgary, com Stuart McKillop se responsabilizando pela produção.
No início de 2013, aos 31 anos de idade, o baixista Jaron Evil sofreu um derrame. Ele se recuperou e voltou brevemente para a banda, mas teve sua saída permanente do grupo no final de 2013. Ele foi substituído por Clayton Harder.
Também em 2013, Archspire assinou com a gravadora Season of Mist, com quem continuam atualmente, e gravaram um segundo álbum de novo com Stuart McKillop na produção, agora no Rain City Recorders de Vancouver. No dia 2 de fevereiro de 2014, a banda lançou um single de seu próximo álbum, "Lucid Collective Somnambulation", e em abril lançou o álbum The Lucid Collective .
Em janeiro de 2015 a banda anunciou que estava em busca de um baixista permanente para substituir o baixista Clayton Harder, que havia saído da banda para estudar guitarra jazz na Universidade de Iorque. Eles pediram aos interessados que gravassem um vídeo tocando uma música do Archspire (eles sugeriram "Deathless Ringing"). Já em 12 de janeiro de 2016, a banda anunciou que havia selecionado Jared Smith para se tornar seu baixista em tempo integral e postou o vídeo de Smith tocando a música "Lucid Collective Somnambulation".
A banda anunciou seu terceiro álbum, intitulado de Relentless Mutation e um single, "Involuntary Doppelgänger", em 5 de julho de 2017. O álbum foi lançado no dia 22 de setembro de 2017. No Juno Awards de 2018, o foi indicado para a categoria de Álbum de Metal/Hard Music do Ano.
Em 2019, a banda rodou as notícias de tecnologia quando uma dupla de programadores chamada de Dadabots criou uma rede neural treinada nas músicas de Archspire para produzir um fluxo ininterrupto de death metal técnico baseado na música da banda; Dadabots também disse que a música de Archspire produziu os resultados de IA mais consistentes, presumivelmente por causa do ritmo alto e da natureza técnica das músicas. Os próprios Archspire também comentaram sobre o fenômeno, referindo-se de brincadeira a si mesmos como robôs.
Mais tarde naquele ano, Peters e Prewett apareceram em uma participação especial no primeiro episódio de See ; o ator Jason Momoa é um fã da banda e pediu a Peters para treiná-lo para uma técnica de grito de guerra.
Em outubro de 2021, a banda lançou seu quarto álbum de estúdio Bleed the Future . Três singles foram lançados: "Golden Mouth of Ruin", "Bleed the Future" e "Drone Corpse Aviator". "Golden Mouth of Ruin" e "Drone Corpse Aviator" foram acompanhados por vídeoclipes, sendo este último o primeiro vídeo totalmente produzido pela banda. O álbum foi eleito pela Loudwire como o 16º melhor álbum de rock/metal de 2021 e ganhou o Juno Awards de 2022
Archspire fez turnês pelo Canadá, Estados Unidos e Europa, tocou em festivais como Hellfest e fez turnês com Revocation, Obscura, Fallujah e Beneath the Massacre, entre outros.
No dia 23 de setembro de 2024, a banda Archspire anunciou em seu Instagram a saída do baterista de longa data, Spencer Prewett, que estava com o grupo há mais de 15 anos. Até o momento, o motivo de sua saída não foi divulgado. Atualmente, a banda publica vídeos em seu canal do YouTube, onde os integrantes reagem a vídeos de fãs que utilizam a tag #ArchspireAudition tocando bateria, possivelmente com o intuito de selecionar um novo baterista.

## Discografia
- All Shall Align (2011)
- The Lucid Collective (2014)
- Relentless Mutation (2017)
- Bleed the Future (2021)

## Integrantes

### Atuais
- Dean Lamb – guitarra de 8 cordas (2007–presente)
- Tobi Morelli – violão de 7 e 8 cordas (2007–presente)
- Oli Peters (também conhecido como Oliver Rae Aleron) – vocais (2009–presente)
- Jared Smith – baixo (2016–presente)

### Ex-Integrantes
- Jaron Evil – baixo, vocal de apoio (2009–2013)
- Shawn Hache - vocais (2007-2008)
- Clayton Harder – baixo (2013–2015)
- Spencer Prewett – bateria (2009-2024)